# Спигелия
Спигелия (лат. Spigelia) — род однолетних и многолетних травянистых растений семейства Логаниевые (Loganiaceae), включающий более 50 видов, распространённых в Южной, Центральной и Северной Америке.
Род был назван Линнеем в честь фламандского медика и анатома Адриана ван ден Спигеля, описан  в работе Species Plantarum в 1753 году. Типовой вид Spigelia anthelmia.
Некоторые виды известны своим применением в гомеопатии, или использованием для приготовления противогельминтных средств, другие виды культивируются как декоративные растения.
В 2011 году в Бразилии был открыт новый вид Spigelia genuflexa, который склоняет стебель вниз после созревания плодов, для быстрейшего попадания семян в землю.
Некоторые виды:
- Spigelia anthelmia L. typus[1]
- Spigelia genuflexa Popovkin & Struwe
- Spigelia marilandica L. — Спигелия мариландская